# Nonnenroth
Nonnenroth ist ein Stadtteil von Hungen im mittelhessischen Landkreis Gießen.

## Geografische Lage
Nonnenroth liegt nördlich von Hungen. Durch den Ort verlaufen die Landesstraße 3007 sowie die Kreisstraßen 147, 148 und 149. Der Ort liegt auf der Südostseite eines Hügels im Übergang zwischen Vogelsberg und Wetterau. Unterhalb Nonnenroths fließt der Rothbach.

## Geschichte

### Ortsgeschichte
Nonnenroth wurde erstmals 1271 im Verzeichnis der Falkensteiner Gerichte als Lunrode urkundlich erwähnt. Die Schreibweise des Ortsnamens änderte sich über die Jahrhunderte mehrfach, die aktuelle Version ist seit 1798 gebräuchlich. Das Dorf gehörte früher zur „Hersfeldschen Mark“. Auf einer Bergkuppe wurde das heutige Wahrzeichen, eine Wehrkirche errichtet, deren Glockenturm in den Kirchenneubau integriert wurde. Im Laufe der Jahrhunderte brannte die Kirche dreimal durch Blitzschlag ab. Sie wurde im Jahre 2011 umfassend restauriert. Weiteres Wahrzeichen ist das Steinerne Kreuz, dessen genauer Ursprung unbekannt ist, jedoch bereits vor 1600 auf einer Basaltkuppe errichtet wurde.
Im Jahre 1600 besaß das Dorf rund 60 Wohnhäuser, ein Backhaus und eine Brauerei und war durch einen Dorfwall gesichert. Der Dreißigjährige Krieg sorgte auch hier für große Schäden. 1621 wurde das Dorf erstmals geplündert. Im Verlauf des Krieges quartierten sich spanische, schwedische, bayerische, französische und hessische Truppen hier ein. Fast alle Wohnhäuser wurden zerstört, die Landwirtschaft kam fast zum Erliegen. Erst 1698 wies Nonnenroth wieder einen Bestand von 22 Häusern auf.
Bereits 1900 existierte eine dorfinterne Wasserleitung. Im Jahre 1906 wurde das Dorf an die Fernwasserleitung zwischen Lauter und Bad Nauheim angeschlossen.
Hessische Gebietsreform (1970–1977)
Zum 31. Dezember 1971 erfolgte im Zuge der Gebietsreform in Hessen die freiwillige Eingliederung der Gemeinde Nonnenroth in die nahegelegene Kleinstadt Hungen. Für Nonnenroth wurde, wie für alle Stadtteile, ein Ortsbezirk eingerichtet.

### Verwaltungsgeschichte im Überblick
Die folgende Liste zeigt die Staaten und Verwaltungseinheiten, denen Nonnenroth angehört(e):

- vor 1742: Heiliges Römisches Reich, Grafschaft Solms-Braunfels (Anteil an der Herrschaft Münzenberg), Amt Hungen
- ab 1742: Heiliges Römisches Reich, Fürstentum Solms-Braunfels (Anteil an der Herrschaft Münzenberg), Amt Hungen
- ab 1806: Großherzogtum Hessen,[Anm. 2] Fürstentum Ober-Hessen, , Amt Hungen (des Fürsten Solms-Braunfels)[8]
- ab 1815: Großherzogtum Hessen, Provinz Oberhessen, Amt Hungen (des Fürsten Solms-Braunfels)[9]
- ab 1820: Großherzogtum Hessen, Provinz Oberhessen, Amt Hungen[Anm. 3]
- ab 1822: Großherzogtum Hessen, Provinz Oberhessen, Landratsbezirk Hungen[10][Anm. 4]
- ab 1841: Großherzogtum Hessen, Provinz Oberhessen, Kreis Hungen
- ab 1848: Großherzogtum Hessen, Regierungsbezirk Friedberg
- ab 1852: Großherzogtum Hessen, Provinz Oberhessen, Kreis Nidda
- ab 1867: Norddeutscher Bund, Großherzogtum Hessen, Provinz Oberhessen, Kreis Nidda
- ab 1871: Deutsches Reich, Großherzogtum Hessen, Provinz Oberhessen, Kreis Nidda
- ab 1874: Deutsches Reich, Großherzogtum Hessen, Provinz Oberhessen, Landkreis Gießen
- ab 1918: Deutsches Reich, Volksstaat Hessen, Provinz Oberhessen, Landkreis Gießen
- ab 1938: Deutsches Reich, Volksstaat Hessen, Landkreis Gießen[11][Anm. 5]
- ab 1945: Deutsches Reich, Amerikanische Besatzungszone,[Anm. 6] Groß-Hessen, Regierungsbezirk Darmstadt, Landkreis Gießen
- ab 1946: Deutsches Reich, Amerikanische Besatzungszone, Hessen, Regierungsbezirk Darmstadt, Landkreis Gießen
- ab 1949: Bundesrepublik Deutschland, Hessen, Regierungsbezirk Darmstadt, Landkreis Gießen
- ab 1972: Bundesrepublik Deutschland, Hessen, Regierungsbezirk Darmstadt, Landkreis Gießen, Stadt Hungen
- ab 1977: Bundesrepublik Deutschland, Hessen, Regierungsbezirk Darmstadt, Lahn-Dill-Kreis, Stadt Hungen
- ab 1979: Bundesrepublik Deutschland, Hessen, Regierungsbezirk Darmstadt, Landkreis Gießen, Stadt Hungen
- ab 1981: Bundesrepublik Deutschland, Hessen, Regierungsbezirk Gießen, Landkreis Gießen, Stadt Hungen

### Gerichte seit 1803
In der Landgrafschaft Hessen-Darmstadt wurde mit Ausführungsverordnung vom 9. Dezember 1803 das Gerichtswesen neu organisiert. Für das Fürstentum Oberhessen (ab 1815 Provinz Oberhessen) wurde das „Hofgericht Gießen“ eingerichtet. Es war für normale bürgerliche Streitsachen Gericht der zweiten Instanz, für standesherrliche Familienrechtssachen und Kriminalfälle die erste Instanz. Übergeordnet war das Oberappellationsgericht Darmstadt. Die Rechtsprechung der ersten Instanz wurde durch die Ämter bzw. Standesherren vorgenommen und somit war für Nonnenroth ab 1806 das „Patrimonialgericht der Fürsten Solms-Braunfels“ in Hungen zuständig. Nach der Gründung des Großherzogtums Hessen 1806 wurden die Aufgaben der ersten Instanz 1821–1822 im Rahmen der Trennung von Rechtsprechung und Verwaltung auf die neu geschaffenen Land- bzw. Stadtgerichte übertragen. Ab 1822 ließen die Fürsten Solms-Braunfels ihre Rechte am Gericht durch das Großherzogtum Hessen in ihrem Namen ausüben. „Landgericht Hungen“ war daher die Bezeichnung für das erstinstanzliche Gericht das für Nonnenroth zuständig war. Auch auf sein Recht auf die zweite Instanz, die durch die Justizkanzlei in Hungen ausgeübt wurde verzichtete der Fürst 1823. Erst infolge der Märzrevolution 1848 wurden mit dem „Gesetz über die Verhältnisse der Standesherren und adeligen Gerichtsherren“ vom 15. April 1848 die standesherrlichen Sonderrechte endgültig aufgehoben.
Anlässlich der Einführung des Gerichtsverfassungsgesetzes mit Wirkung vom 1. Oktober 1879, infolge derer die bisherigen großherzoglichen Landgerichte durch Amtsgerichte an gleicher Stelle ersetzt wurden, während die neu geschaffenen Landgerichte nun als Obergerichte fungierten, kam es zur Umbenennung in „Amtsgericht Hungen“ und Zuteilung zum Bezirk des Landgerichts Gießen.
Am 1. Juni 1934 wurde das Amtsgericht Hungen aufgelöst und Nonnenroth dem Amtsgericht Laubach zugeteilt. Am 1. Juli 1968 erfolgte auch die Auflösung des Amtsgerichts Laubach und die Zuteilung Nonnenroths zum Amtsgericht Gießen.

## Bevölkerung

### Einwohnerstruktur 2011
Nach den Erhebungen des Zensus 2011 lebten am Stichtag dem 9. Mai 2011 in Nonnenroth 711 Einwohner. Darunter waren 18 (2,5 %) Ausländer. Nach dem Lebensalter waren 105 Einwohner unter 18 Jahren, 285 zwischen 18 und 49, 192 zwischen 50 und 64 und 129 Einwohner waren älter. Die Einwohner lebten in 294 Haushalten. Davon waren 66 Singlehaushalte, 96 Paare ohne Kinder und 105 Paare mit Kindern, sowie 24 Alleinerziehende und 3 Wohngemeinschaften. In 57 Haushalten lebten ausschließlich Senioren und in 201 Haushaltungen lebten keine Senioren.

### Einwohnerentwicklung
| Nonnenroth: Einwohnerzahlen von 1830 bis 2020 | Nonnenroth: Einwohnerzahlen von 1830 bis 2020 | Nonnenroth: Einwohnerzahlen von 1830 bis 2020 | Nonnenroth: Einwohnerzahlen von 1830 bis 2020 | Nonnenroth: Einwohnerzahlen von 1830 bis 2020 |
| --- | --------------------------------------------- | --------------------------------------------- | --------------------------------------------- | --------------------------------------------- |
| Jahr |                                               |                                               |                                               | Einwohner                                     |
| 1830 | 1830                                          |                                               | 414                                           | 414                                           |
| 1834 | 1834                                          |                                               | 359                                           | 359                                           |
| 1840 | 1840                                          |                                               | 382                                           | 382                                           |
| 1846 | 1846                                          |                                               | 412                                           | 412                                           |
| 1852 | 1852                                          |                                               | 382                                           | 382                                           |
| 1858 | 1858                                          |                                               | 399                                           | 399                                           |
| 1864 | 1864                                          |                                               | 383                                           | 383                                           |
| 1871 | 1871                                          |                                               | 357                                           | 357                                           |
| 1875 | 1875                                          |                                               | 376                                           | 376                                           |
| 1885 | 1885                                          |                                               | 350                                           | 350                                           |
| 1895 | 1895                                          |                                               | 364                                           | 364                                           |
| 1905 | 1905                                          |                                               | 354                                           | 354                                           |
| 1910 | 1910                                          |                                               | 356                                           | 356                                           |
| 1925 | 1925                                          |                                               | 318                                           | 318                                           |
| 1939 | 1939                                          |                                               | 314                                           | 314                                           |
| 1946 | 1946                                          |                                               | 514                                           | 514                                           |
| 1950 | 1950                                          |                                               | 512                                           | 512                                           |
| 1956 | 1956                                          |                                               | 420                                           | 420                                           |
| 1961 | 1961                                          |                                               | 430                                           | 430                                           |
| 1967 | 1967                                          |                                               | 483                                           | 483                                           |
| 1971 | 1971                                          |                                               | 505                                           | 505                                           |
| 1987 | 1987                                          |                                               | 561                                           | 561                                           |
| 1991 | 1991                                          |                                               | 663                                           | 663                                           |
| 2000 | 2000                                          |                                               | 770                                           | 770                                           |
| 2005 | 2005                                          |                                               | 765                                           | 765                                           |
| 2011 | 2011                                          |                                               | 711                                           | 711                                           |
| 2015 | 2015                                          |                                               | 686                                           | 686                                           |
| 2020 | 2020                                          |                                               | 683                                           | 683                                           |
| Datenquelle: Historisches Gemeindeverzeichnis für Hessen: Die Bevölkerung der Gemeinden 1834 bis 1967. Wiesbaden: Hessisches Statistisches Landesamt, 1968. Weitere Quellen: ; nach 1970: Stadt Hungen; Zensus 2011 |                                               |                                               |                                               |                                               |

### Historische Religionszugehörigkeit
| • 1830: | 414 evangelische Einwohner                 |
| • 1961: | 349 evangelische, 77 katholische Einwohner |

### Historische Erwerbstätigkeit
| • 1961: | Erwerbspersonen: 123 Land- und Forstwirtschaft, 77 Prod. Gewerbe, 22 Handel, Verkehr und Nachrichtenübermittlung, 15 Dienstleistung und Sonstiges. |

## Politik
Für den Stadtteil Nonnenroth besteht ein Ortsbezirk (Gebiete der ehemaligen Gemeinde Nonnenroth) mit Ortsbeirat und Ortsvorsteher nach der Hessischen Gemeindeordnung.
Der Ortsbeirat besteht aus fünf Mitgliedern. Bei den Kommunalwahlen in Hessen 2021 betrug die Wahlbeteiligung zum Ortsbeirat 54,48 %. Dabei wurden gewählt: Je ein Mitglied der SPD, des Bündnis 90/Die Grünen und der „Freien Wähler Hungen“ (FW), sowie zwei Mitglieder der CDU. Der Ortsbeirat wählte Werner Leipold (SPD) zum Ortsvorsteher.

## Kultur und Sehenswürdigkeiten
Seit dem 1. Mai 2018 bietet das Dorf mit der Schäferwagenherberge eine naturnahe besondere Übernachtungsmöglichkeit in 6 nach historischen Vorbildern gestalteten Schäferwagen. Direkt am „Lutherweg 1521“ gelegen, punktet Nonnenroth zudem mit 3 aus Eiche geschnitzten drei Meter hohen Skulpturen, die Martin Luther, Johannes Calvin sowie den „Post-modernen Menschen“ darstellen. Schnitzkünstler aus Belarus realisierten die Kunstwerke im Jahr 2016. Seit 1992 unterhält die evangelische Kirchengemeinde lebhafte Kontakte in das von der Tschernobylkatastrophe besonders betroffene Land. 

### Regelmäßige Veranstaltungen
Traditionell wird an Christi Himmelfahrt das Dorffest im Ortskern gefeiert, was zum Feiertag von zahlreichen Gästen aus nah und fern mit Fahrrad und zu Fuß besucht wird. Weitere Bräuche sind das Aufstellen des Narrenbaums sowie des Maibaums.

### Vereine
- SV Nonnenroth
- Obst- und Gartenbauverein
- Damen-Carneval-Club
- Gesangverein Liederkranz
- Freiwillige Feuerwehr Nonnenroth
- Reitverein Hof Wiesental
- Naturschutzbund Deutschland (NABU), Gruppe Nonnenroth e. V.

### Dolles Dorf
Nonnenroth erreichte im Jahr 2013 das Finale des jährlich vom Hessischen Rundfunk ausgetragenen Wettbewerbs Dolles Dorf. Bei dem in Kassel stattfindenden Finale siegte Walsdorf, weitere Finalisten waren die Dörfer Röhrenfurth und Neukirchen.